# Sentenza (ordinamento italiano)
La sentenza, nel diritto italiano, è il provvedimento giurisdizionale con il quale viene definita, in tutto o in parte, una questione tra due o più parti processuali, a seguito dell'instaurazione di un processo.

## Contenuto
La sentenza è pronunciata in nome del popolo italiano e reca l'intestazione: Repubblica Italiana.
Essa deve contenere:
1) l'indicazione del giudice che l'ha pronunciata;
2) l'indicazione delle parti e dei loro difensori;
3) le conclusioni del pubblico ministero e quelle delle parti;
4) la concisa esposizione delle ragioni di fatto e di diritto della decisione;
5) il dispositivo, la data della deliberazione e la sottoscrizione del giudice.
La sentenza emessa dal giudice collegiale è sottoscritta soltanto dal presidente e dal giudice estensore. Se il presidente non può sottoscrivere per morte o per altro impedimento, la sentenza viene sottoscritta dal componente più anziano del collegio, purché prima della sottoscrizione sia menzionato l'impedimento; se l'estensore non può sottoscrivere la sentenza per morte o altro impedimento è sufficiente la sottoscrizione del solo presidente, purché prima della sottoscrizione sia menzionato l'impedimento.

## Nel processo civile
Nel processo civile sono formalmente e logicamente distinguibili tre tipi di sentenza:
- dichiarativa: accertamento dell'esistenza o meno di un diritto senza creare, modificare, estinguere una situazione giuridica. Es: la sentenza che accerta l'avvenuta risoluzione del contratto, che accerta la nullità ecc.
- costitutiva: La sentenza crea, modifica, estingue una situazione giuridica. Es: la sentenza che risolve un contratto, che annulla un contratto per errore, violenza o dolo ecc.
- di condanna: La sentenza apre la via all'esecuzione. Es: La sentenza condanna alla restituzione di una somma, condanna al risarcimento dei danni, ecc.

Per capire le differenze si pensi alla risoluzione del contratto.
Se al contratto è apposto un termine essenziale (es: ho bisogno dell'abito da sposa entro il 2 giugno in quanto in quella data mi devo sposare), e vi è inadempimento (l'abito viene confezionato in un tempo successivo), il contratto si risolve di diritto il giorno stesso dello scadere del termine: in tal caso il giudice, rilevato l'inadempimento, accerta l'intervenuta risoluzione del contratto (a partire dal 2 giugno, nel nostro caso). (Sentenza dichiarativa o mero accertamento)
Se invece non è apposto alcun termine (es: affido ad una impresa il restauro della mia casa in campagna), e vi è inadempimento (la casa non viene restaurata e decido, così, di cambiare l'impresa appaltatrice), il contratto, per poter essere risolto, avrà bisogno dell'intervento del giudice: in tal caso il giudice, rilevato l'inadempimento, risolverà il contratto (con effetti a partire dalla domanda giudiziale). (Sentenza costitutiva)
Se, accanto alle sopradescritte situazioni, fosse stata chiesta la condanna alla restituzione di quanto pagato, (anticipo, caparra), il giudice condannerà alla pagamento di tale somma (sentenza di condanna).

## Nel processo penale
In campo penalistico, la sentenza è generalmente disciplinata dagli articoli 529 - 543 del codice di procedura penale.
I tipi principali di sentenza penale sono:
- di non luogo a procedere (articolo 425 c.p.p.);
- di proscioglimento (articoli 529 e 530 c.p.p); e
- di condanna (articolo 533 c.p.p.).

Ex articolo 424 c.p.p. il giudice, al termine dell'udienza preliminare, dopo che è stata chiusa la discussione pronuncia sentenza di non luogo a procedere o decreto che dispone il giudizio.

### Sentenza di non luogo a procedere
Viene pronunciata, all'esito dell'udienza preliminare, qualora sussista:
- una causa che estingue il reato;
- una causa per la quale l'azione penale non doveva essere iniziata o non deve essere proseguita;
- il fatto non è previsto dalla legge come reato;
- il fatto non sussiste[4];
- l'imputato non lo ha commesso;
- il fatto non costituisce reato; e
- si tratta di persona non punibile per qualsiasi causa.

Non può pronunciarla qualora ritenga che dal proscioglimento dovrebbe conseguire l'applicazione di una misura di sicurezza.
È assoggettabile a gravame cioè può essere impugnata da chi ne abbia interesse:
- dal pubblico ministero (in ogni caso);
- dall'imputato per ottenere una formula di proscioglimento più favorevole; e
- dalla persona offesa e dalle altre parti private per le parti che le riguardano.

Nuove attività investigative in presenza di una sentenza di non luogo a procedere sono normalmente escluse, salvo il caso in cui sopravvengano o si scoprano nuove prove idonee a determinare un rinvio a giudizio; in tal caso, previa revoca della sentenza di non luogo a procedere il giudice può autorizzare la riapertura delle indagini.

### Sentenza di non doversi procedere
Se l'azione penale non doveva essere iniziata o non deve essere proseguita il giudice adotta la formula dichiarativa "non doversi procedere" qualora manchi o sia insufficiente e contraddittoria una delle condizioni di procedibilità quali:
- querela;
- istanza;
- richiesta di procedimento;
- autorizzazione a procedere;
- altra situazione atipica, che si risolva in causa di improcedibilità; e
- sussiste una causa estintiva del reato.

### Sentenza di proscioglimento
Il genus di questa sentenza, che trova spazio all'esito del dibattimento, racchiude le species di:
- non doversi procedere; e
- assoluzione.

La differenza tra le due forme di proscioglimento è data dalle differenti cause che vi danno luogo.

### Sentenza di assoluzione
Il giudice di primo grado e d'appello pronuncia sentenza di assoluzione indicandone la causa nel dispositivo quando:
- difetta la reità nel merito:
  - il fatto non sussiste;
  - l'imputato non lo ha commesso;
  - il fatto non costituisce reato; e
  - il fatto non è previsto dalla legge come reato.
- difetta l'imputabilità e la punibilità dell'imputato:
  - il reato è stato commesso da persona non imputabile; e
  - il reato è stato commesso da persona non punibile.

La formula assolutoria "dubitativa" per insufficienza di prove non è più contemplata nel codice di procedura penale vigente: l'assoluzione è sempre considerata piena. Quando, nel linguaggio giornalistico, si parla di "assoluzione per insufficienza di prove", ci si riferisce alla sentenza pronunciata ex art. 530 comma 2 c.p.p. (assoluzione "quando manca, è insufficiente o è contraddittoria la prova"); l'assoluzione è comunque piena e non indebolita né dubitativa. La dottrina lamenta tuttavia che l'effetto sia quello di uno stigma morale e sociale; inoltre, solo un giudicato penale che contenga in termini puntuali che il fatto non sussiste o che l'imputato non lo ha commesso, è idoneo a generare effetti preclusivi nei giudizi civili, amministrativi e disciplinari". Tuttavia, non è ammessa impugnazione, per carenza di interesse ad agire, dei provvedimenti di assoluzione pronunciati ex art. 530 comma 2 (così, ex multis, sent. Cass, III sez. pen., 5 giugno 2014).
La sentenza di assoluzione, anche non definitiva, ha inoltre come effetto la cessazione immediata di ogni misura restrittiva, per il reato in esame.

#### Annullamento senza rinvio in Cassazione
Anche la sentenza di annullamento senza rinvio in Cassazione può equivalere all'assoluzione, tranne in caso di ripristino di una sentenza di condanna di primo grado (caso estremamente raro) o nell'annullamento senza rinvio per vizio di forma, che può sospendere ogni procedimento (ad esempio in casi di imputato contumace o irreperibile); si configura come assoluzione se viene ripristinata una sentenza di assoluzione precedente, oppure l'annullamento stesso si presenta come un'assoluzione nel merito, allorché la Corte (che per regola esprime un giudizio di legittimità), ritenga superfluo il rinvio oppure proceda alla determinazione della pena dando eventualmente i provvedimenti necessari (artt. 620, lett. l), e 621 c.p.p.), trattandosi, in tali ipotesi, di cassazione senza rinvio con decisione nel merito.

### Sentenza di condanna
La sentenza di condanna afferma la colpevolezza dell'imputato. L'imputato non è mai tenuto a fornire la prova negativa di colpevolezza, presumendosi sempre innocente. Viene pronunciata solo qualora si sia formata la prova di piena reità, poiché la mancanza o l'insufficienza di prove si risolve in proscioglimento (art 530 cpp). Tipi di pronuncia:
- Dichiarazione di estinzione del reato (art. 531 cpp), causa prescrizione, modifiche di legge o decesso dell'imputato
- Condanna dell'imputato (art. 533 cpp)
- Condanna del civilmente obbligato per la pena pecuniaria (art. 534 cpp)

La cosiddetta legge Pecorella del 2006 ha modificato l'articolo 533 del Codice di Procedura Penale introducendo alcuni limiti all'appellabilità delle sentenze di assoluzione; la portata della riforma è stata tuttavia ridimensionata dalla giurisprudenza della Corte costituzionale, che ha dichiarato l'illegittimità costituzionale della nuova normativa sotto più di un aspetto. La medesima legge ha inoltre introdotto nell'ordinamento italiano il principio secondo cui il giudice può pronunciare sentenza di condanna a carico dell'imputato solo qualora la colpevolezza di questi emerga "oltre ogni ragionevole dubbio". Tale principio (beyond any reasonable doubt) fu enunciato in una sentenza della Corte Suprema degli Stati Uniti del 1970, la In re Winship, ed è un tipico principio del garantismo della common law, accolto in civil law (dove era già presente il brocardo in dubio pro reo).
Nonostante ciò, spesso nelle sentenze italiane non viene fatto cenno al ragionevole dubbio, ma al "libero convincimento del giudice" e alla nozione di verità processuale.

## Nel processo amministrativo
La cognizione generale di legittimità - con cui viene accertato quali fossero le condizioni ed i presupposti ai quali l'amministrazione avrebbe dovuto attenersi in sede di esercizio del potere di decisione - costituisce "uno dei contenuti tipici della sentenza amministrativa sull'azione ex art. 29 cod. proc. amm., come pacifico già prima che nel giudizio amministrativo si affermasse il principio fondamentale dell'effettività della tutela (art. 1 cod. proc. amm.) e che sulla base di quest'ultimo si considerasse l'ordinaria e tradizionale azione di annullamento di atti autoritativi come atto iniziale di un giudizio sul rapporto amministrativo nel suo complesso, anziché di un giudizio limitato alla sola cognizione parentetica dell'atto impugnato".

## Nel processo innanzi alla Corte costituzionale
La dichiarazione di illegittimità costituzionale è il fulcro delle decisioni di merito, pronunciate dalla Corte costituzionale nell'àmbito dei giudizi sulle leggi e sugli atti aventi forza di legge. Infatti l'art. 18 della legge n. 87/1953 statuisce: «La corte giudica in via definitiva con sentenza. Tutti gli altri provvedimenti di sua competenza sono adottati con ordinanza. I provvedimenti del Presidente sono adottati con decreto. Le sentenze sono pronunciate in nome del popolo italiano e debbono contenere, oltre alla indicazione dei motivi di fatto e di diritto, il dispositivo, la data della decisione e la sottoscrizione dei giudici e del cancelliere. Le ordinanze sono succintamente motivate».
Tuttavia, la controversia portata a palazzo della Consulta può aver termine anche con le ordinanze di manifesta infondatezza e con le ordinanze di manifesta inammissibilità e di restituzione degli atti al giudice a quo; hanno, nei confronti del giudice a quo, un effetto preclusivo (rispetto all'eventuale riproposizione della medesima questione nell'àmbito dello stesso grado di giudizio) le declaratorie di manifesta inammissibilità in conseguenza di vizi dell'instaurazione non sanabili o non rimediabili.